# Oabius rodocki
Oabius rodocki är en mångfotingart som beskrevs av Chamberlin 1940. Oabius rodocki ingår i släktet Oabius och familjen stenkrypare. Inga underarter finns listade i Catalogue of Life.